# Palau Corsini

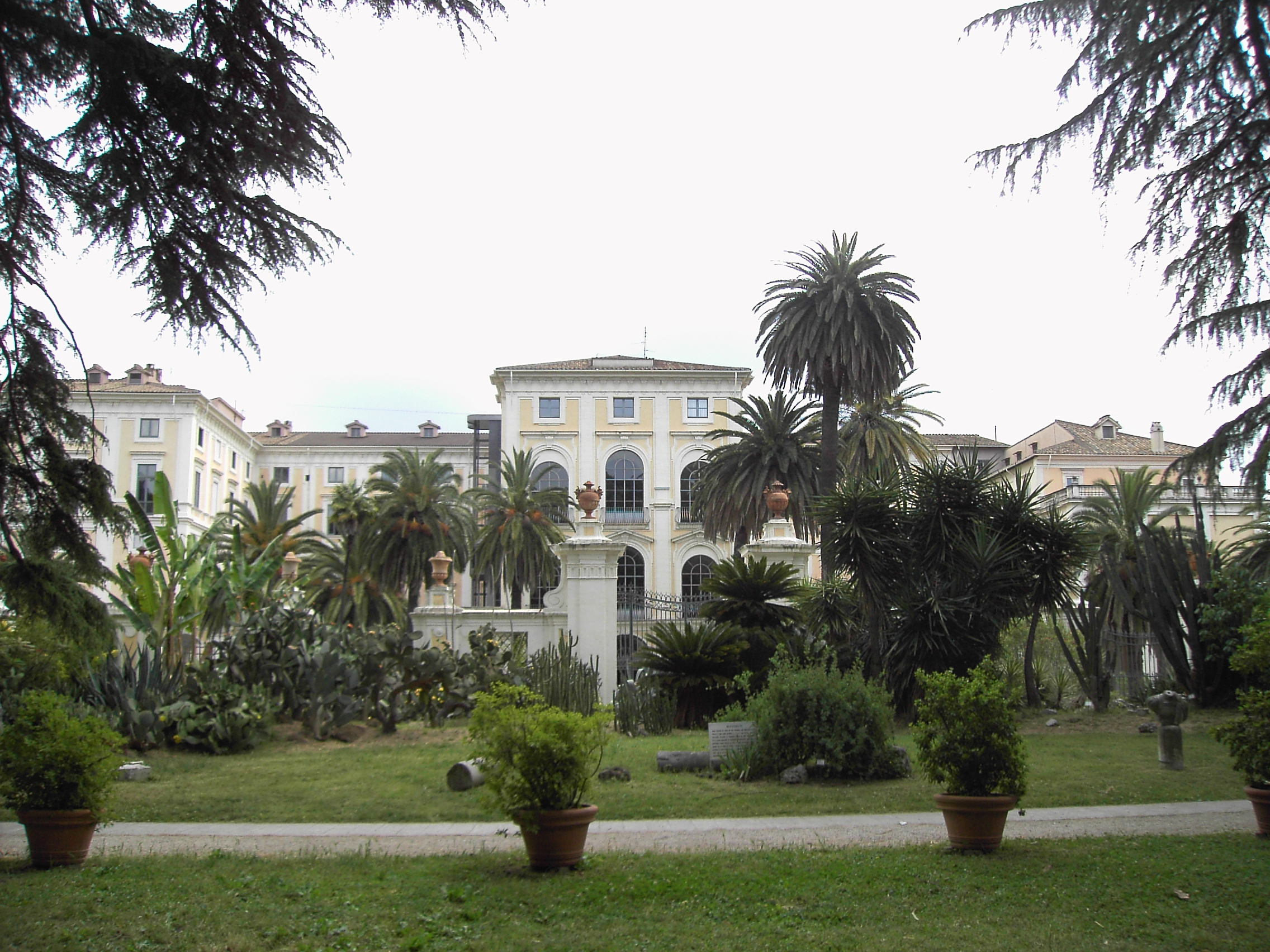
Vista frontal del Palau Corsini.

El Palau Corsini (Palazzo Corsini, oficialment i en italià) és un palau de Roma (Itàlia), situat en el barri de Trastevere, carrer Via della Lungara, 10. És una de les dues seus de la Galleria Nazionale d'Arte Antica; l'altra és el Palau Barberini. Està al costat de la Vila Farnesina. El seu aspecte actual pertany a l'estil barroc tardà.

## Història
Es va erigir en el segle xv com vila de la família Riario. Durant el període 1659-1689 va ser la residència de Cristina de Suècia, qui després de la seva conversió al catolicisme va abdicar del tron i es va traslladar a viure a Roma. Sota el seu mecenatge, va ser el lloc on es va reunir per primera vegada la romana Accademia dell'Arcadia. El 1736 la va adquirir el cardenal Neri Corsini, nebot de Climent XII i va encarregar a Ferdinando Fuga la seva reconstrucció, a la qual es deu la seva imatge barroca actual.
Durant l'ocupació napoleònica de Roma, en el palau va viure José Bonaparte. Actualment, alberga algunes oficines de l'Acadèmia Nacional de Ciències (Accademia dei Lincei) i la Galeria Corsini (que forma part del Museu Nacional d'Art Antiga).

## La col·lecció
La Galleria Nazionale d'Art Antica di Palazzo Corsini és una destacada col·lecció que inclou un Sant Joan Bautista de Caravaggio i el famós Venus i Adonis de José de Ribera. Ocupa el primer pis del palau.

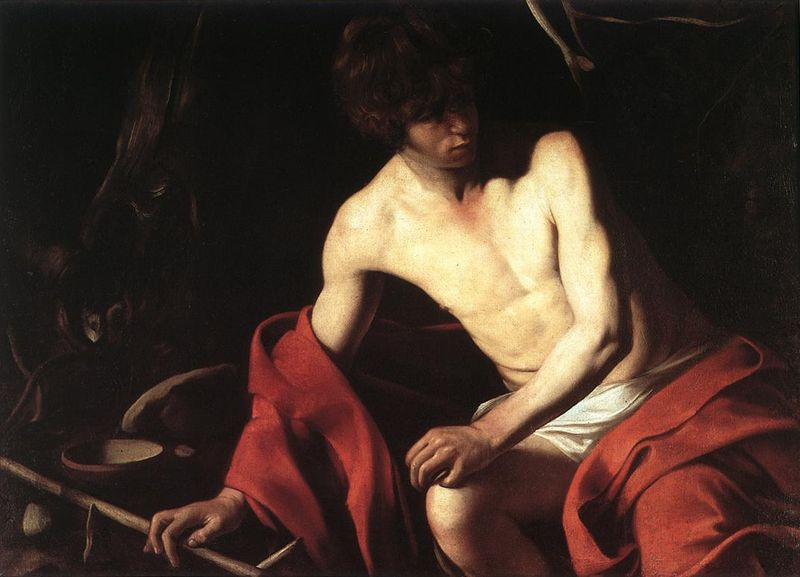
Caravaggio, Sant Joan Baptista
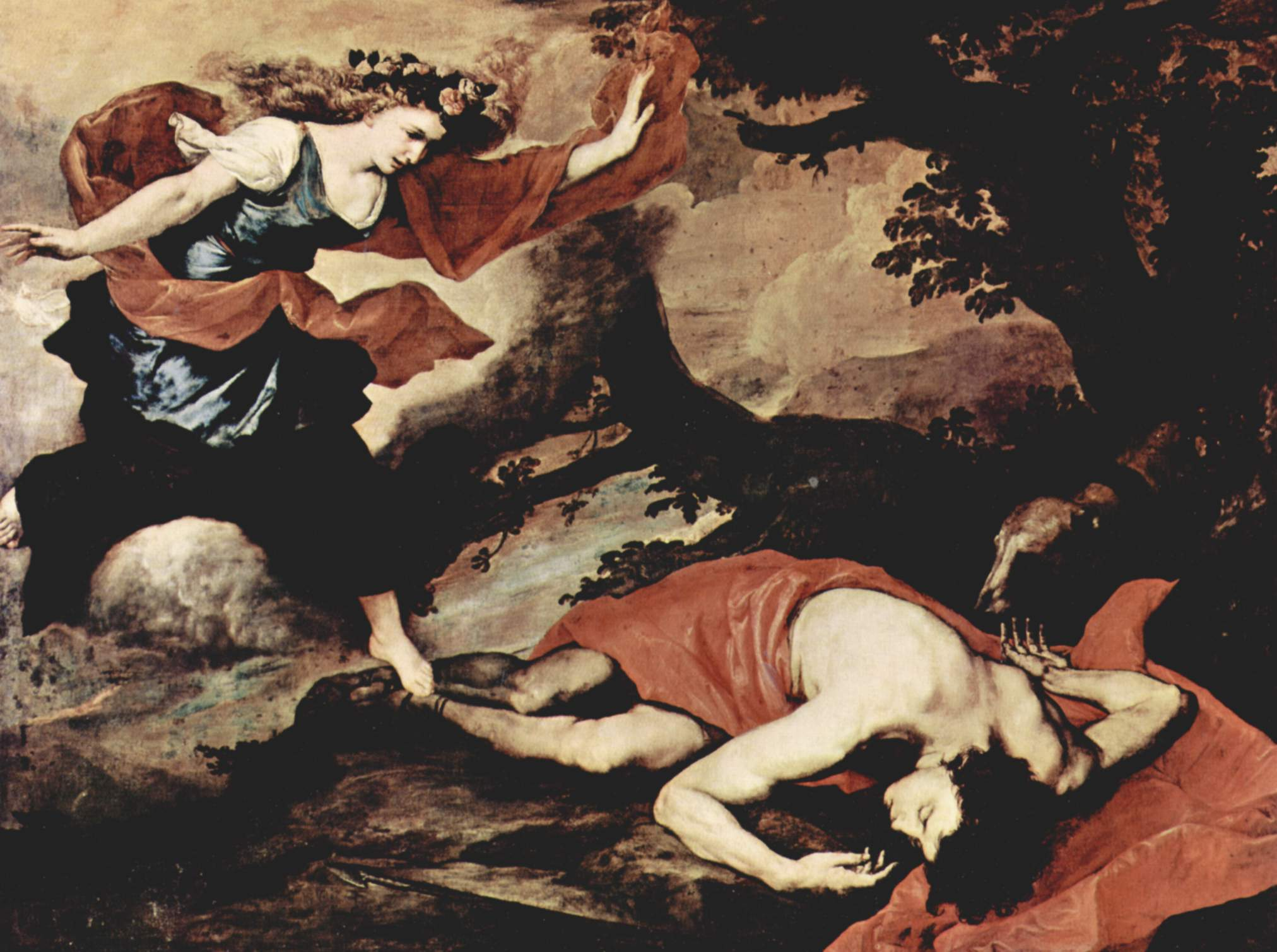
José de Ribera, Venus i Adonis
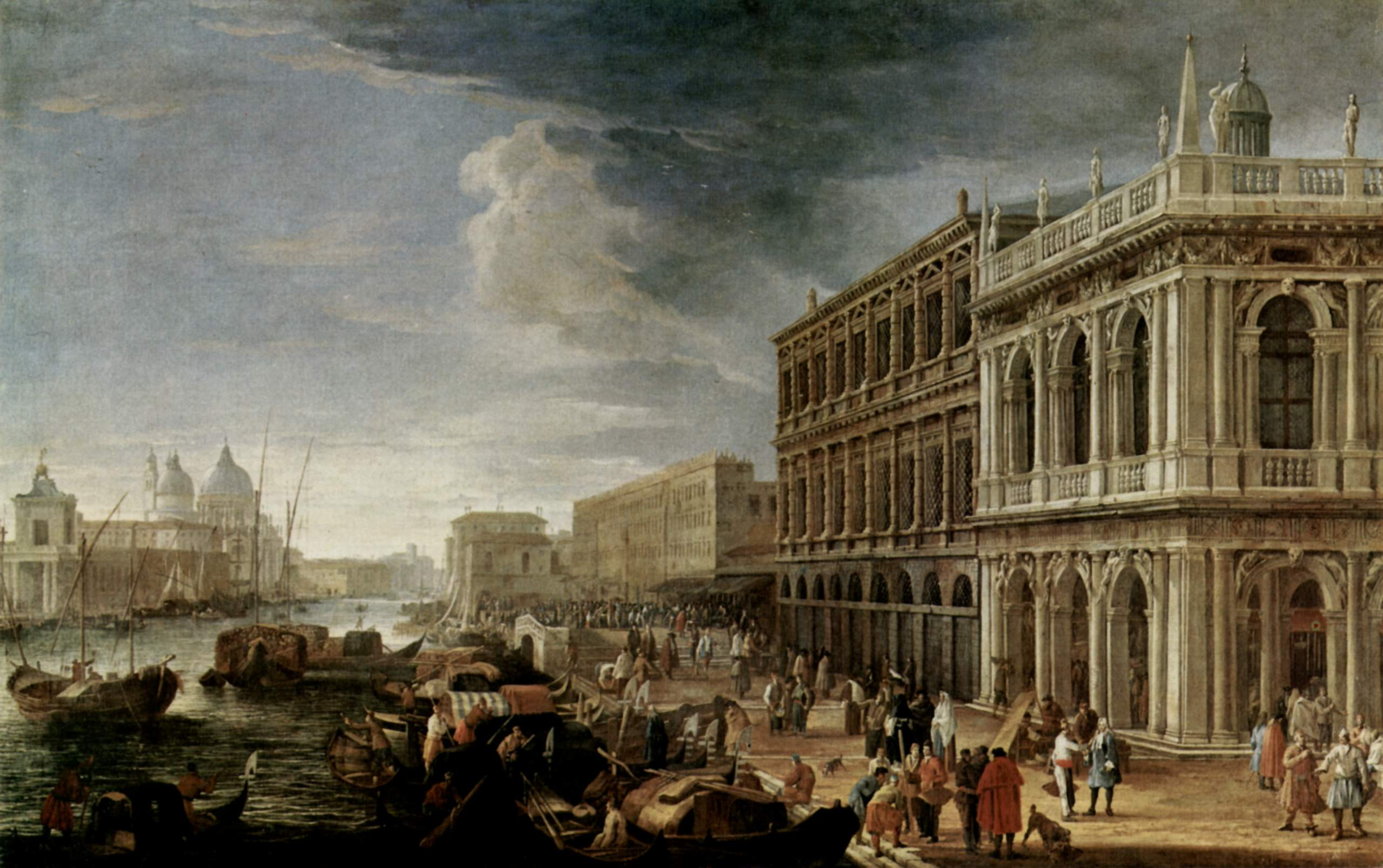
Luca Carlevarijs, Paisatge de Venècia
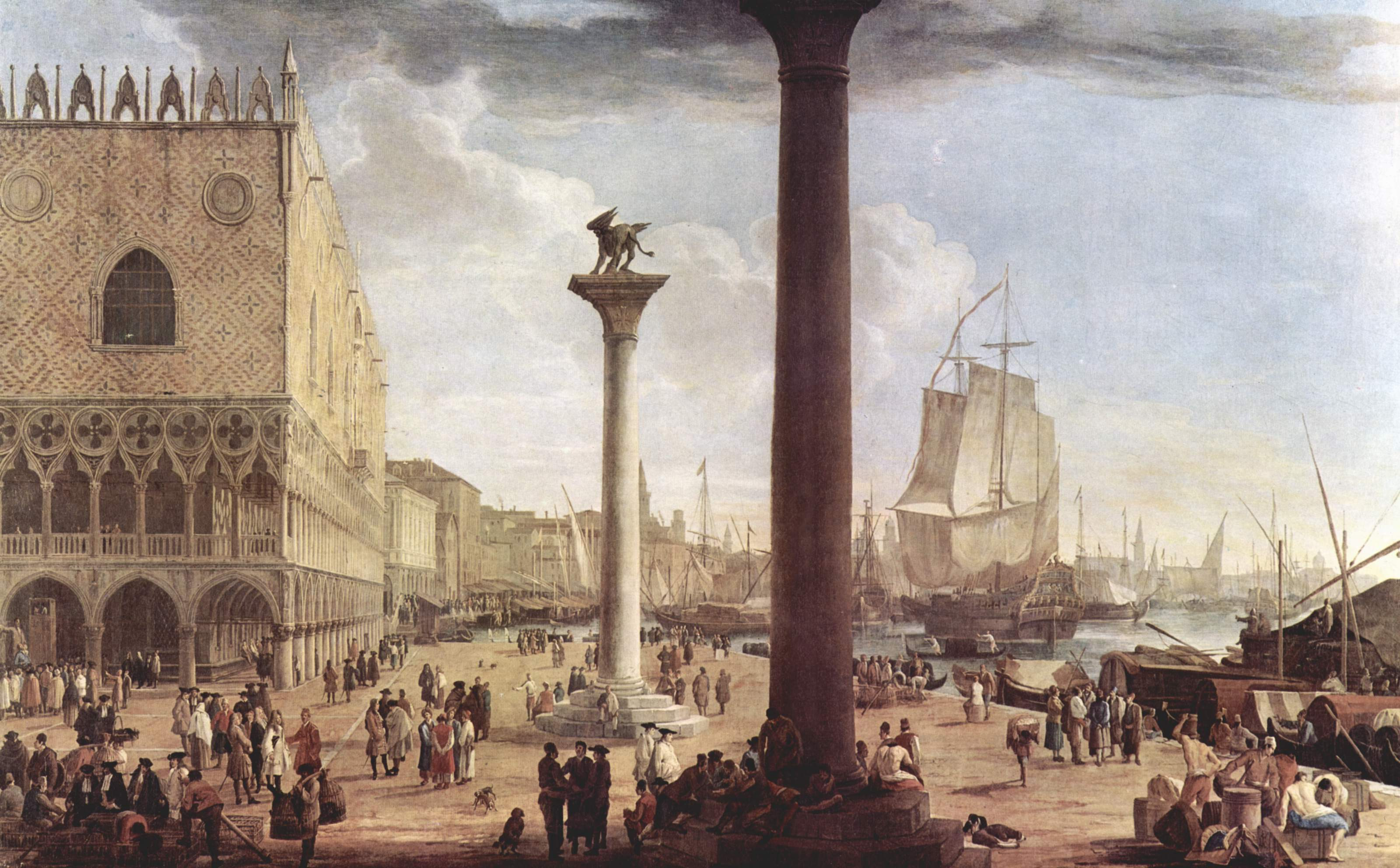
Luca Carlevarijs, Vista de Venècia, amb el Palau dels Dogos